# Kuropatnik
Kuropatnik (niem. Töppendorf) – wieś w Polsce, położona w województwie dolnośląskim, w powiecie strzelińskim, w gminie Strzelin. 
| SIMC    | Nazwa   | Rodzaj     |
| ------- | ------- | ---------- |
| 0880509 | Grabiny | przysiółek |
| 0880521 | Kaczów  | przysiółek |
| 0880515 | Mojków  | przysiółek |

## Podział administracyjny
W latach 1945–1954 miejscowość była siedzibą gminy Kuropatnik. W latach 1954–1972 wieś należała i była siedzibą władz gromady Kuropatnik. W latach 1975–1998 miejscowość należała administracyjnie do województwa wrocławskiego.

## Nazwa
12 listopada 1946 nadano miejscowości polską nazwę Kuropatnik.

## Demografia
W 1933 r. w miejscowości mieszkało 1409 osób, a w 1939 r. – 1453 osoby. W 2006 r. w miejscowości mieszkało 956 osób, trzy lata później (2009 r.) było ich 843, natomiast w roku 2011 liczba mieszkańców spadła do 829. Jest największą miejscowością gminy Strzelin. 
Liczba ludności Kuropatnik na przestrzeni lat:

## Szlaki turystyczne
- Zielony:  Kuropatnik – Skrzyżowanie pod Dębem – Skrzyżowanie nad Wąwozem Pogródki – Nowoleska Kopa[11]